# Midea alaris
Midea alaris är en kvalsterart som beskrevs av Young 1968. Midea alaris ingår i släktet Midea och familjen Mideidae. Inga underarter finns listade i Catalogue of Life.